# ANSI art

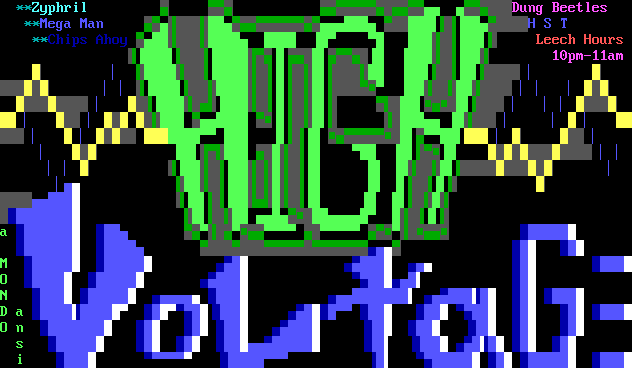
Grafika typu ANSI art

ANSI Art – komputerowa forma sztuki używana na szeroką skalę na serwisach BBS. Bazuje na podobnych zasadach, co ASCII Art, jednak można wykorzystać zbiór 256 znaków, wykorzystywanych w kodowaniu CP437, nazywanym rozszerzonym ASCII i używanym w systemach DOS. Zawiera ponadto specjalne kody wyjścia, zawarte w ANSI.SYS, które pozwalają na używanie 16 kolorów (zawartość obrazka) i 8 kolorów (tło).

## Oprogramowanie
ANSI Art pozwala na większą swobodę twórczą niż ASCII Art, ponieważ umożliwia wykorzystanie symboli przeznaczonych do rysowania, jak np. znaki blokowe, umożliwiające różnicowanie koloru tła i pierwszego planu. Popularność temu rodzajowi sztuki przyniosło powstanie sharewarowego programu "The Draw", napisanego w 1986 roku przez Iana E. Davisa. Program ten znacznie uprościł proces tworzenia ANSI artów poprzez możliwość używania rozmaitych "fontów", dużych liter konstruowanych ze znaków blokowych i prostych animacji na zasadzie rozproszenia, czy zegara. Ostatnia wersja programu (4.63) ukazała się w 1993 roku, jednak dostępne już wtedy były inne edytory, które do dziś są używane do przygotowywania ANSII artów.
Zmniejszenie wykorzystywania BBSów i DOSa sprawiły, że dla wielu odbiorców stało się trudnym nawet odtworzenie animacji ANSI. Konsekwencją tego jest fakt, że ta forma sztuki nie jest już tak często wykorzystywana jak kiedyś.

## ANSI Art w grach
Trade Wars 2002 – gra wieloosobowa, która wciąż pozostaje popularna, mimo publikacji w 1986 roku – używała grafiki ANSI do przedstawienia statków, planet, ważnych lokacji i scenek przerywających. Wiele z tych grafik zostało stworzonych przez Drew Markhama, który pracował później przy takich grach jak Redneck Rampage, czy Return to Castle Wolfenstein.
Jedną z aktualnie opublikowanych gier, używających grafiki ANSI, jest Dwarf Fortress z 2002 roku.